# إيفلين فيشر
إيفلين فيشر (بالإنجليزية: Eveline Fischer)‏ هي ملحنة ومهندسة بريطانية، ولدت في 1969 في كرايستشرش في نيوزيلندا.

## وصلات خارجية
- إيفلين فيشر على موقع IMDb (الإنجليزية)
- إيفلين فيشر على موقع ميوزك برينز (الإنجليزية)
- إيفلين فيشر على موقع ديسكوغز (الإنجليزية)